# El Calafate
El Calafate, anche nota come Calafate, è una città dell'Argentina nella Patagonia meridionale. È situata sulla riva meridionale del Lago Argentino, nella parte sud-occidentale della provincia di Santa Cruz, circa 320 km a nord-ovest di Río Gallegos, il capoluogo. Ha una popolazione di 6 143 abitanti. Il suo nome deriva da un piccolo arbusto dai fiori gialli molto comune in Patagonia, con bacche di colore blu scuro: il calafate (Berberis buxifolia); è un termine mutuato dalla lingua tehuelche.
El Calafate è un'importante meta turistica, essendo punto di partenza per la visita di diversi punti d'interesse del Parco Nazionale Los Glaciares, fra i quali il ghiacciaio Perito Moreno (uno dei più visitati al mondo), il Cerro Chaltén e il Cerro Torre.

## Storia
La storia di El Calafate ebbe inizio nei primi decenni del XX secolo. In origine, costituiva semplicemente un rifugio per i commercianti di lana. Fu fondata ufficialmente nel 1927 dal governo argentino per promuovere un incremento della popolazione. Ma il piccolo villaggio, già fornito di energia elettrica, non crebbe finché non fu creato il parco nazionale, e furono costruite strade migliori per raggiungerlo.

## Infrastrutture e trasporti
I 220 chilometri che separano El Calafate da El Chaltén, all'estremità nord-occidentale del Lago Viedma, all'interno del parco nazionale, sono asfaltati, così come i 315 chilometri che portano a Río Gallegos. Altre distanze dalle destinazioni più tipiche: per Esquel 1108 km (per lo più su strada non asfaltata, lungo la Ruta Nacional 40); Comodoro Rivadavia 959 km; Puerto Madryn 1388 km; Buenos Aires 2727 km; Ushuaia 863 km e, in Cile, Puerto Natales 362 km e Punta Arenas 605 km.
La città è servita dall'Aeroporto Internazionale di El Calafate (codice FTE), situato 20 km ad est del paese. Aperto nel 2001 ha voli giornalieri su Buenos Aires e Trelew.